# Henrichemont
Henrichemont é uma comuna francesa na região administrativa do Centro, no departamento Cher. Estende-se por uma área de 25,27 km². Em 2010 a comuna tinha 1 764 habitantes (densidade: 69,8 hab./km²).